# Nuno Assis
Nuno Assis (ur. 25 listopada 1977 w miejscowości Lousã) – portugalski piłkarz występujący na pozycji ofensywnego pomocnika.

## Kariera klubowa
Nuno Assis jest wychowankiem Sportingu. W wieku 19 lat został wypożyczony do Lourinhanense, gdzie spędził 3 sezony. W 1999 roku również na zasadzie wypożyczenia trafił do klubu FC Alverca, w barwach której zadebiutował w rozgrywkach pierwszej ligi. Sezon 2000/2001 Portugalczyk spędził w Gil Vicente. W 26 meczach strzelił 2 gole, a Gil Vicente zajęło 14. miejsce w tabeli.
Latem 2001 roku działacze Sportingu sprzedali Nuno Assisa do Vitórii Guimarães. Assis od razu stał się podstawowym graczem nowej drużyny i w sezonie 2001/2002 zanotował 31 występów w ligowych rozgrywkach. Zdobył w nich 2 bramki – podczas zremisowanego 1:1 pojedynku z FC Paços de Ferreira i wygranego 2:0 meczu przeciwko FC Porto. W kolejnych rozgrywkach Vitória Guimarães zajęła 4. miejsce w ligowej tabeli, jednak w sezonie 2003/2004 walczyła o utrzymanie i zakończyła rozgrywki na 14. pozycji. Assis zapewnił swojemu klubowi 2 wygrane strzelając zwycięskie gole Estreli Amadora i Alverce.
W trakcie sezonu 2004/2005 Assis przeszedł do Benfiki Lizbona, gdzie miał zastąpić Słoweńca Zlatko Zahoviča. Podczas swojego debiutu z drużyną Moreirense FC zdobył gola, a Benfica wygrała 2:1. 21 lutego 2005 roku Assis strzelił jedną z bramek w zwycięskim 2:1 meczu ze swoją byłą drużyną – Vitórią Guimarães. 3 grudnia tego samego roku po spotkaniu z Marítimo Funchal w organizmie piłkarza wykryto obecność niedozwolonych substancji. W lutym 2006 roku UEFA zawiesiła Assisa na pół roku. 7 maja prezydent Benfiki – Luís Filipe Vieira zakwestionował pozytywny wynik testu swojego zawodnika mówiąc, że podczas badań nie zastosowano odpowiednich procedur. Od czasu pobrania próbek od piłkarza do czasu ich zbadania minęły 72 godziny, co mogło znacząco wpłynąć na wynik testu.
14 lipca Portugalski Związek Piłki Nożnej cofnął 6–miesięczną dyskwalifikację dla Assisa, chociaż piłkarz nie grał już przez ostatnie 5 miesięcy. Benfica zarzuciła laboratoriom odpowiedzialnym za testy sfałszowanie wyników analiz. 19 lipca portugalskie gazety „O Jogo” i „A Bola” zacytowały wypowiedź członka laboratorium odpowiedzialnego za obsługiwanie próbek i dokonywanie analiz. Mężczyzna wyjawił, że w organizmie zawodnika wykryto 4,5 nanogramu/mililitr substancji o nazwie 19–norandrosteron, podczas gry norma prawna wynosi maksimum 2 nanogramy/milimetr.
Ostatecznie po wielu odwołaniach, oskarżeniach i zaangażowaniu w sprawę Światowej Organizacji Antydopingowej oraz Trybunału Arbitrażowego ds. Sportu uzgodniono, że Assis jest winny całej sprawy. Jego dyskwalifikacja została wydłużona z 6 do 12 miesięcy.
Pierwszy mecz po zawieszeniu Assis rozegrał 9 września 2006 roku, kiedy to Benfica przegrała 0:3 z Boavistą Porto. Łącznie przez 3,5 roku spędzonego w lizbońskim zespole Portugalczyk rozegrał dla niego 56 spotkań w rozgrywkach ligowych i strzelił 4 bramki. W 2008 roku Assis powrócił do Vitórii Guimarães. 30 stycznia 2009 roku zdobył swojego pierwszego hat-tricka w karierze, a jego klub pokonał 4:2 Vitórię Setúbal.
W sezonie 2010-11 Nuno Assis Był piłkarzem saudyjskiego Al-Ittihad. W sezonie 2011/2012 występował w Vitórii Guimarães, a w latach 2012–2016 w Omonii Nikozja.

## Kariera reprezentacyjna
W reprezentacji Portugalii Nuno Assis zadebiutował 20 listopada 2002 roku w zwycięskim 2:0 towarzyskim meczu przeciwko Szkocji rozegranym za kadencji trenera Agostinho Oliveiry, po czym na długi okres wypadł z kadry. Powrócił do niej dopiero w 2009 roku.